# Plamicowce
Plamicowce Arthoniales Henssen ex D. Hawksw. & O.E. Erikss. – rząd grzybów należący do typu workowców (Ascomycota).

## Systematyka
Pozycja w klasyfikacji według Index Fungorum:
Arthoniomycetidae, Arthoniomycetes, Pezizomycotina, Ascomycota, Fungi.
Według aktualizowanej klasyfikacji Index Fungorum bazującej na Dictionary of the Fungi do rzędu Arthoniales należą rodziny:
- Andreiomycetaceae B.P. Hodk. & Lendemer 2013
- Arthoniaceae Rchb. 1841 – plamicowate
- Chrysotrichaceae Zahlbr. 1905 – złociszkowate
- Lecanographaceae Ertz, Tehler, G. Thor & Frisch 2014
- Opegraphaceae Stizenb. 1862
- Roccellaceae Chevall. 1826
- Roccellographaceae Ertz & Tehler 2011
- incertae sedis
  - rodzaje incertae sedis[2].